# Walk Away
Walk Away släpptes som singel av den brittiska indierockgruppen Franz Ferdinand den 5 december 2005.

## Låtlista
1. Walk Away
2. Sexy Boy (coverversion av Air- låten)